# Roger Waters
George Roger Waters (Surrey, Inglaterra, 6 de septiembre de 1943), más conocido como Roger Waters, es un músico, compositor, y activista británico, cofundador de la banda de rock progresivo Pink Floyd, que es considerada como una de las más influyentes en la historia de la música moderna, Se convirtió tras la marcha de Syd Barrett en el compositor conceptual de la banda. Además de ser el bajista, fue uno de los cantantes y experimentó con sintetizadores, loops, guitarra eléctrica y acústica. Con él, Pink Floyd alcanzó éxito mundial en las décadas de 1970 y principios de la de 1980 gracias a sus álbumes conceptuales The Dark Side of the Moon (1973), Wish You Were Here (1975), Animals (1977), The Wall (1979) y The Final Cut (1983). Dejó la banda en 1986 debido a diferencias creativas y legales con los otros integrantes. Resuelta la disputa en 1987, pasaron casi 18 años para que volviese a tocar con la banda. Hacia 2010, el grupo había vendido más de 250 millones de discos; solo en Estados Unidos, 74 millones de álbumes.
En 1970, compuso en colaboración con Ron Geesin, Music from The Body, banda sonora del filme documental The Body, de Roy Battersby, sobre la biología humana. Grabó en estudio cuatro discos en solitario: The Pros and Cons of Hitch Hiking (1984), Radio K.A.O.S. (1987), Amused to Death (1992) y Is This the Life We Really Want? (2017). En 1986, contribuyó a la banda sonora de la película Cuando el viento sopla. En 1990, organizó uno de los conciertos con más asistencia de la historia, The Wall - Live in Berlin, con 300 000 espectadores.
En 1996, fue admitido en el Salón de la Fama del Rock de Estados Unidos y del Reino Unido como miembro de Pink Floyd. Desde 1999 ha hecho varias giras. Desde 1989 trabajó en la ópera Ça Ira, estrenada en 2005, pero que un año antes tuvo su prémiere en las celebraciones por el ingreso de Malta en la Unión Europea. El 2 de julio de 2005, se reunió con sus excompañeros de Pink Floyd para el concierto benéfico Live 8, la única aparición de Waters con la banda desde su última actuación hacía 24 años.
En 2010 dio comienzo The Wall Live, una gira mundial donde interpreta The Wall al completo. Durante la misma, el 12 de mayo de 2011, en The O2 Arena, Gilmour y Mason volvieron a compartir el escenario con Waters, Gilmour tocando «Comfortably Numb» y Gilmour y Mason junto a Waters en «Outside the Wall».
Waters se ha casado cinco veces y es padre de una hija y dos hijos. En 2011 se comprometió con la actriz y directora Laurie Durning. Se casaron en 2012 y en septiembre de 2015 comenzaron los trámites para su divorcio.

## Juventud (1943-1967)
Roger Waters, el más joven de dos hermanos, nació en Great Bookham, Surrey, hijo de Eric Fletcher Waters y Mary. Su padre, nieto de un minero del condado de Durham y destacado líder del Partido Laborista, era maestro de escuela, cristiano devoto, pacifista y, más tarde, miembro del Partido Comunista de Gran Bretaña. En 1939, previo a la guerra, Eric Fletcher, pacifista desde una perspectiva cristiana, fue declarado objetor de conciencia, por lo que condujo una ambulancia durante los bombardeos nazis sobre el Reino Unido y durante los primeros años de la Segunda Guerra Mundial. Más adelante, abandonó su pacifismo impulsado por su militancia comunista y antifascista y se unió a la infantería del Ejército británico. Murió en combate junto a la Compañía Z, 8.º Batallón del Regimiento de Infantería Royal Fusiliers durante la batalla de Anzio, Italia, en febrero de 1944, cuando Roger contaba con cinco meses. Después de la muerte de su marido, la madre de Roger, Mary, también maestra, se mudó junto a sus dos hijos a Cambridge.
Waters asistió en Cambridge al Morley Memorial Junior School y después al Cambridgeshire High School para Chicos (renombrada como Hills Road Sixth Form College) donde conoció a Syd Barrett, mientras que otro de sus futuros compañeros musicales, David Gilmour, vivía cerca y asistía a The Perse School.
A los quince años presidió en nombre de Cambridge la Campaña Anual para el Desarme Nuclear (YCND, en inglés), para la cual diseñó los pósteres publicitarios y participó en la organización. A pesar de ser buen deportista y un miembro destacado de los equipos de críquet y rugby, según Waters, a su experiencia educacional le faltaba algo: 

… quitando los juegos, odiaba cada segundo. El sistema era muy estricto… los mismos chicos predestinados a ser intimidados por otros chicos, que también eran susceptibles a serlo por los profesores.

Mientras que Waters conoció a Barrett y Gilmour en Cambridge, a los otros dos fundadores de Pink Floyd, Nick Mason y Rick Wright, los conoció en la escuela de arquitectura de la Universidad de Westminster, Londres, donde entró en 1962 después de realizar una serie de pruebas vocacionales, que dejaban entrever que podría ser un campo adecuado para él.

## Pink Floyd (1965-1985)

### Formación y época Barrett

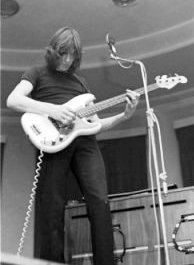
Roger Waters tocando con Pink Floyd en el Refectory Hall de la Universidad de Leeds en 1970.

Para septiembre de 1963, Waters y Mason comenzaron a perder interés en los estudios, y decidieron mudarse a un entresuelo en Stanhope Gardens, un local cuyo propietario, Mike Leonard, era tutor a tiempo parcial en el Regent Street Polytechnic. Waters, Mason y Wright tocaron juntos por primera vez en 1963, en una banda completada por el vocalista Keith Noble y el bajista Clive Metcalfe. Se hacían llamar Sigma 6, aunque a veces tocaban bajo el nombre de Meggadeaths. Waters tocaba guitarra rítmica; Mason, la batería y, Wright, cualquier teclado que encontrase, mientras que la hermana de Noble, Sheilagh, colaboraba esporádica con los coros. En sus inicios hicieron actuaciones privadas y ensayaban en una tetería en el sótano del Regent Street Polytechnic.
Cuando Metcalfe y Noble abandonaron para formar otra banda en septiembre de 1963, el resto pidió a Barrett y al guitarrista Bob Klose que se uniesen al grupo. En enero de 1964 la banda comenzó a llamarse The Abdabs o The (Screaming) Abdabs. Durante el período otoñal de 1964 usaron diversos nombres; Leonard's Lodgers, The Spectrum Five y finalmente, The Tea Set. En algún momento de ese otoño 1965, The Tea Set comenzaron a llamarse The Pink Floyd Sound, después The Pink Floyd y finalmente, Pink Floyd.
Para comienzos de 1966 Barrett se había convertido en el guitarrista, principal compositor y líder de Pink Floyd. De su álbum debut The Piper at the Gates of Dawn, lanzado en agosto de 1967, compuso o coescribió todas las canciones, excepto una. Waters contribuyó al álbum con la canción «Take Up Thy Stethoscope and Walk», su primera composición en solitario hasta la fecha. No obstante, para finales de 1967, los problemas mentales de Barrett y su creciente comportamiento errático, le incapacitaron «consciente o inconscientemente» para continuar siendo el guitarrista líder y compositor principal de la banda. Llegó un momento en que trabajar con Barrett era demasiado difícil, por lo que a comienzos de marzo de 1968 Pink Floyd mantuvo una reunión con sus mánagers Peter Jenner y Andrew King de la productora Blackhill Enterprises para discutir sobre el futuro del grupo. Tras las negociaciones, Barrett aceptó abandonar Pink Floyd y la banda llegó a un acuerdo con Blackhill Enterprises para que este pudiese seguir cobrando por las «actividades pasadas». El nuevo mánager de la banda, Steve O'Rourke, hizo un anuncio público sobre la marcha de Barrett y la llegada de David Gilmour en abril de 1968. En 1969, Waters se casó con su novia de toda la vida Judith Trim; no tuvieron hijos y se separaron en 1976.

### Época Waters

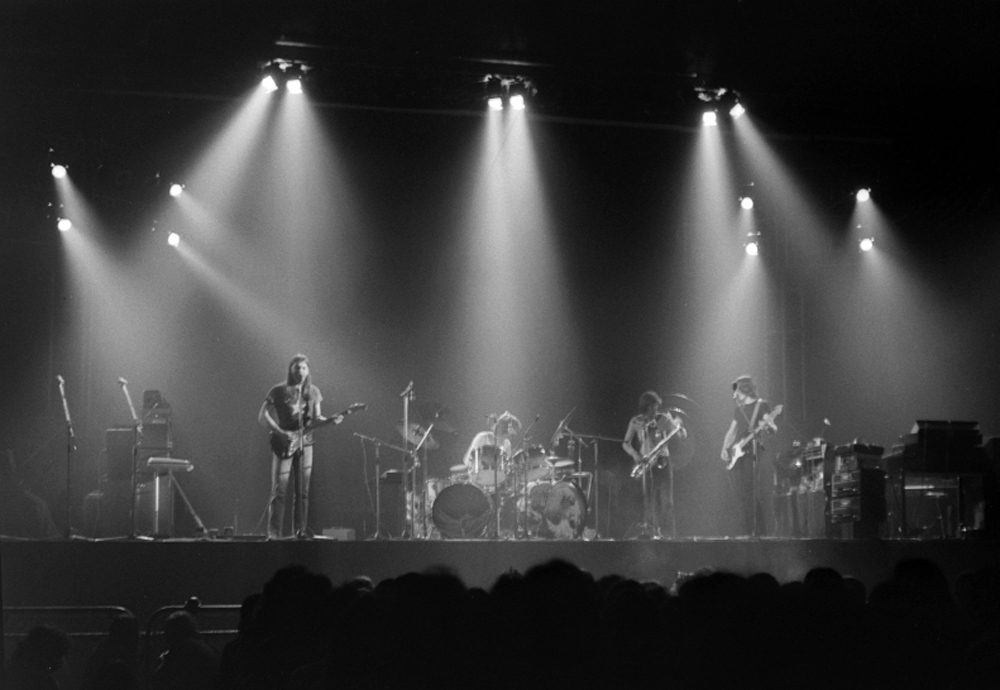
Pink Floyd tocando Dark Side of the Moon en Earls Court en 1973.

Después de la marcha de Barrett en marzo de 1968, Waters llenó el hueco tomando las riendas de la dirección artística de Pink Floyd. Se convirtió en el principal compositor y letrista, además de compartir las labores de vocalista con Gilmour. Waters compuso la mayoría de las letras de los cinco discos de Pink Floyd previos a su marcha, comenzando con The Dark Side of the Moon (1973) y terminando con The Final Cut (1983), mientras ejercía cada vez más el control sobre la banda y su música. The Dark Side of the Moon es uno de los discos más exitosos del rock contemporáneo de todos los tiempos. Permaneció en las listas 749 semanas (catorce años), siendo así el álbum que más tiempo ha permanecido en listas de la historia. En 2004 seguía vendiendo unas 8000 unidades por semana. Según el biógrafo de Pink Floyd Glen Povey, Dark Side es el tercer disco más vendido a nivel mundial y el vigésimo primero más vendido en Estados Unidos.
Waters produjo ideas temáticas que se convierton en la espina dorsal de los álbumes conceptuales The Dark Side of the Moon (1973), Wish You Were Here (1975), Animals (1977) y The Wall (1979) —compuestos en su mayor parte por Waters— y The Final Cut (1983) —compuesto íntegramente por él—. Un tema recurrente en sus trabajos es la guerra y sus costes y la muerte de su padre en combate con canciones como «Corporal Clegg» del disco A Saucerful Of Secrets, «Free Four» de Obscured By Clouds, «Us and Them» de The Dark Side of the Moon o «When the Tigers Broke Free», compuesta para la película The Wall de 1982, incluida más adelante junto a «The Fletcher Memorial Home» en The Final Cut, álbum dedicado a la memoria de su padre. La temática y composición de The Wall estuvo influida por su educación dentro de una sociedad británica repleta de hombres desgastados por la Segunda Guerra Mundial.
Waters compuso casi todo The Wall, basado en gran parte en la vida personal del músico. El disco ha vendido más de 23 millones de copias solo en Estados Unidos y según la RIAA es uno de los tres más vendidos de la historia del país. Pink Floyd contrató a Bob Ezrin para la coproducción del mismo y al dibujante Gerald Scarfe para crear la portada. La banda tocó por última vez en directo The Wall el 16 de junio de 1981, en Earls Court, Londres, fue la última aparición de Waters con Pink Floyd hasta la breve reunión del 2 de julio de 2005 para el concierto Live 8 en el Hyde Park de Londres, 24 años después.
| Pienso que temas como «Comfortably Numb» fueron las últimas brasas restantes de la habilidad de Roger y mía por colaborar juntos. — David Gilmour |

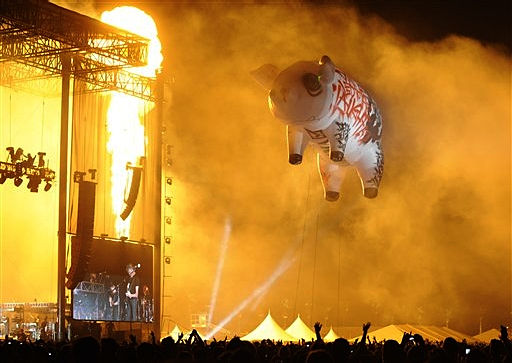
El cerdo volador patentado que Roger Waters sigue usando en sus conciertos.

En marzo de 1983, se lanzó al mercado la última colaboración Waters, Gilmour y Mason, The Final Cut. Se subtituló al álbum «un réquiem para el sueño de posguerra de Roger Waters, interpretado por Pink Floyd». Waters aparece acreditado como único compositor y letrista del disco. Sus letras para el disco critican el gobierno del Partido Conservador del Reino Unido de la época de Margaret Thatcher, llega incluso a mencionarla por su nombre. Al comenzar, Gilmour no tenía material para el nuevo álbum, por lo que le pidió a Waters que retrasase las grabaciones para tener tiempo de componer, a lo que este se negó. Según Mason, después de una lucha de poder dentro de la banda y discusiones creativas sobre el disco, el nombre de Gilmour «desapareció» de los créditos de producción, a pesar de que siguió cobrando. En la reseña del disco hecha por la revista Rolling Stone recibió la máxima puntuación posible y Kurt Loder lo denominó «un logro superlativo» y «una pieza maestra de art rock». Loder consideró el disco como «un álbum en solitario de Waters».
Waters abandonó Pink Floyd en 1985, en medio de las diferencias creativas dentro de la banda, dando comienzo a una batalla legal por el uso del nombre del grupo y el material grabado. En diciembre de 1985 Waters se acogió a la cláusula «miembro saliente» de su contrato con EMI y CBS. En octubre de 1986, inició tramitaciones ante la justicia para disolver formalmente Pink Floyd. En su alegato ante los tribunales dijo que Pink Floyd era «un ente acabado creativamente». Gilmour y Mason se opusieron y anunciaron su intención de continuar con la banda. Waters dice que fue forzado a renunciar como lo hizo Wright unos años antes y decidió dejar Pink Floyd basándose en consideraciones legales, diciendo: 

... porque, si no lo hubiese hecho, las repercusiones económicas me habrían aniquilado completamente.

 En diciembre de 1987, Waters y Pink Floyd cerraron un trato:

Finalmente llegamos a un acuerdo con Roger. En Nochebuena de 1987, David y Roger convocaron una reunión en la casa flotante [el Astoria] con Jerome Walton, el contable de David. Jerome redactó laboriosamente un acuerdo. En esencia, el arreglo permitía a Roger librarse del compromiso que tenía con Steve [O'Rourke], mientras que David y yo podíamos seguir trabajando con el nombre de Pink Floyd. Al final el tribunal aceptó la versión de Jerome como documento definitivo y lo selló debidamente
Mason

Waters se libró de las obligaciones contractuales con O'Rourke y mantuvo los derechos de autor del concepto de The Wall y del cerdo inflable con marca registrada. Pink Floyd editó tres discos de estudio bajo la dirección de Gilmour: A Momentary Lapse of Reason (1987), The Division Bell (1994) y "The endless river" (2014). A fecha de 2006, se estima que Pink Floyd había vendido más de 250 millones en el mundo, incluyendo 74 millones y medio de ellos en Estados Unidos.
En cuanto a su vida personal, en 1974, después de su ruptura con Judy Trim, se comprometió con lady Carolyne Christie, la sobrina del jugador de tenis Lawrence Dundas, marqués de Zetland. Con Christie tuvo un hijo, Harry Waters, teclista de la banda de directo de su padre desde 2006, y una hija, India Waters.

## Carrera en solitario (1984 en adelante)

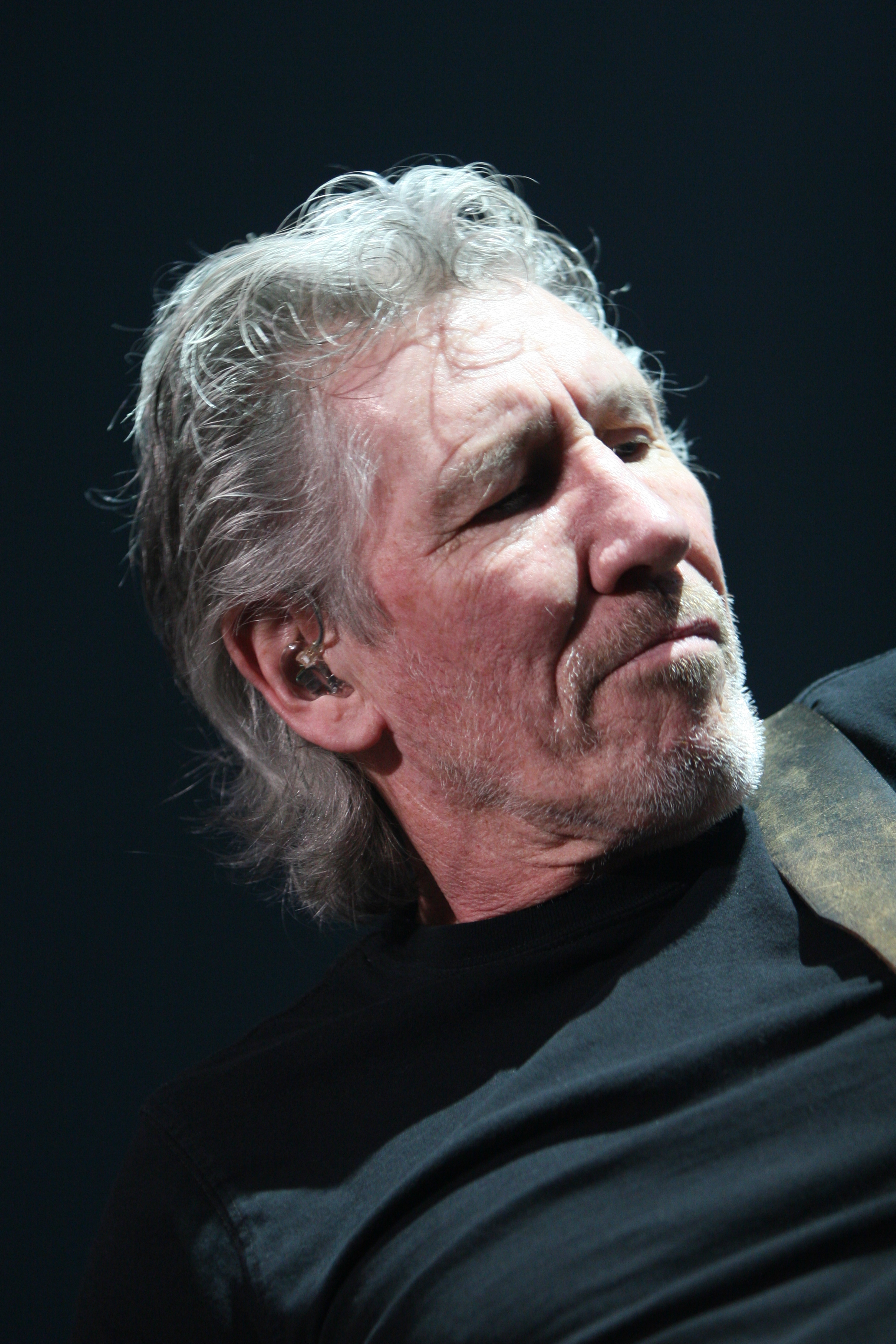
Roger Waters en solitario en 2011 durante la gira The Wall Live.

### 1984-1996
Siguiendo el lanzamiento de The Final Cut, Waters se embarcó en una carrera en solitario del que salieron tres álbumes conceptuales y una banda sonora. En 1984, lanzó el primero de ellos, The Pros and Cons of Hitch Hiking, un proyecto que trata sobre los sueños que tiene un hombre una noche. Trata los sentimientos de Waters respecto a su matrimonio fallido con Judy Trim, el sexo y los pros y contras de la monogamia y la vida familiar en contraposición a «la llamada de lo salvaje». El personaje principal, Reg, elige el amor y el matrimonio frente a la promiscuidad.
El disco cuenta con la colaboración del guitarrista Eric Clapton, el saxofonista de jazz David Sanborn y el diseño artístico de Gerald Scarfe. El crítico de Rolling Stone Kurt Loder describió The Pros And Cons Of Hitch Hiking como «un disco extrañamente estático y un tanto repulsivo». La revista le concedió la puntuación más baja: una sola estrella. Mike DeGagne de Allmusic alabó el disco por su, «ingenioso simbolismo» y por su «uso brillante del flujo de consciencia dentro de un reino de subconsciencia», otorgándole cuatro de cinco estrellas posibles.
Waters comenzó una gira con la ayuda de Clapton, una nueva banda, material nuevo e incluyó una selección de canciones de Pink Floyd. La gira The Pros and Cons of Hitch Hiking comenzó en Estocolmo el 16 de junio de 1984. No vendieron las entradas previstas y algunos de los conciertos de recintos grandes tuvieron que cancelarse. Según sus propias estimaciones, perdió unas 400 000 £ debido a la gira. En marzo de 1985, Waters se embarcó en la gira The Pros and Cons Plus Some Old Pink Floyd Stuff-North America Tour 1985 por salas de concierto más pequeñas de Estados Unidos. La RIAA concedió un disco de oro a The Pros and Cons of Hitch Hiking en 1995.
En 1986, Waters contribuyó a la banda sonora de la película Cuando el viento sopla. Su banda, que incluía a Paul Carrack fue bautizada como The Bleeding Heart Band. En 1987, Waters lanzó Radio K.A.O.S., un álbum conceptual basado en un hombre mudo llamado Billy, proveniente de un empobrecido pueblo minero de Gales, quien tiene la habilidad de sintonizar las ondas de radio en su cabeza. Billy empieza aprendiendo a comunicarse con un DJ de la radio, y consigue controlar todos los ordenadores del planeta. Enfadado por el estado del mundo en que habita, simula un ataque nuclear. Al lanzamiento del disco le siguió una gira de promoción ese año.
En julio de 1990, meses después de la caída del Muro de Berlín en noviembre de 1989, Waters organizó uno de los conciertos de rock más grandes de la historia, The Wall - Live in Berlin, montado en un terreno vacío entre Potsdamer Platz y la Puerta de Brandeburgo, con una asistencia estimada de 300 000 personas. Leonard Cheshire le pidió que organizase el evento para recaudar fondos para caridad. Artistas como Joni Mitchell, Van Morrison, Cyndi Lauper, Bryan Adams, Scorpions o Sinéad O'Connor le acompañaron. Waters también utilizó a la orquesta sinfónica de Alemania del Este y su coro, una banda soviética y dos helicópteros pertenecientes a la armada estadounidense. Mark Fisher diseñó un muro de unos 25 metros de alto y 170 de largo para el evento y se usaron inflables diseñados por Scarfe a gran escala. A pesar de que muchos artistas recibieron invitaciones para participar en el evento, Gilmour, Mason y Wright, no fueron invitados. Waters lanzó un álbum doble de la actuación certificado platino por la RIAA en 1992.
En 1990, Waters contrató al mánager Mark Fenwick y abandonó EMI para firmar un contrato con Columbia. Se divorció de su segunda esposa, Carolyne Christie, y lanzó al mercado su tercer disco de estudio, Amused to Death, en 1992.
El álbum está muy influenciado por las Protestas de la Plaza de Tian'anmen de 1989 y la Guerra del Golfo, criticando la idea de que la guerra se convirtiese en un tema de entretenimiento, sobre todo en la televisión. El título se basa en el libro de Neil Postman Amusing Ourselves to Death. Patrick Leonard, quien había trabajado en A Momentary Lapse of Reason, fue el coproductor. Jeff Beck ejerció de guitarrista líder en la mayoría de las pistas del disco, grabado con una enorme cantidad de músicos de estudio y en diez estudios discográficos. Es el disco en solitario de Waters con mejor recepción crítica, llegándose a compararlo con algunos de sus trabajos con Pink Floyd. Waters describió el disco como un «trabajo sensacional», señalándolo junto a Dark Side Of The Moon y The Wall como uno de los mejores de su carrera. Del disco se extrajo un exitoso sencillo, la canción «What God Wants, Pt. 1», que llegó al puesto número 35 de las listas británicas en septiembre de 1992 y al puesto número cinco de la lista Hot Mainstream Rock Tracks de la revista Billboard en Estados Unidos. Amused to Death fue certificado disco de plata en el Reino Unido por la British Phonographic Industry. Las ventas totales de Amused to Death se estiman en un millón de copias vendidas y el disco no contó con una gira de promoción. La primera vez que Waters tocó alguna canción del disco en directo fue siete años después en su gira In the Flesh.
Waters fue incluido en el Salón de la Fama del Rock and Roll junto a sus compañeros de Pink Floyd en 1996, mientras que en el 2005 se incluyó a la banda en el Salón de la Fama del Rock and Roll del Reino Unido.

### 1999-2004
En 1999, después de casi doce años sin salir de gira y siete años apartado de la industria musical, Waters se embarcó en el In "the Flesh" Tour, donde tocaba canciones de su época de Pink Floyd y de su época en solitario. La gira por Estados Unidos fue un éxito comercial, por lo que algunos de los recintos tuvieron que ser cambiados por otros más grandes. Finalmente la gira se alargó casi tres años y recorrió todo el mundo. Se lanzó un CD y un DVD de la gira llamado In the Flesh Live. En muchos conciertos de la gira tocó dos nuevas canciones como bises: «Flickering Flame» y «Each Small Candle».
Waters se divorció de Phillips en 2001, a mitad de la gira, que terminó con una actuación frente a 70 000 personas en el Glastonbury Festival of Performing Arts en junio de 2002, donde tocó quince canciones de Pink Floyd y cinco de su carrera en solitario. En 2004 se comprometió con la cineasta Laurie Durning, se pronunció en contra de la ley sobre la ilegalización de la caza (sobre todo la caza del zorro) e incluso asistió a marchas y organizó un concierto en apoyo de la Countryside Alliance (asociación que defiende la vida en el campo, incluyendo la caza). Waters explicó:

Estoy desilusionado con la atmósfera política y filosófica de Inglaterra. El proyecto de ley anticaza fue suficiente para que me marchase del país. Hice lo que pude, organicé un concierto y escribí un par de artículos, pero me hizo sentirme avergonzado de ser inglés. Asistí a las dos marchas en Hyde Park de la Countryside Alliance. Éramos cientos de miles allí. Ingleses buenos y honrados. Ha sido una de las legislaciones más divisorias del Reino Unido. No es una cuestión de que estés de acuerdo o no con la caza del zorro, pero lo defenderé incondicionalmente.

En octubre de 2005, clarificó el hecho, diciendo: «Vuelvo al Reino Unido bastante a menudo. No me marché como protesta por la prohibición de cazar; seguía los pasos de un hijo tras un divorcio». Después de marcharse de Inglaterra, se instaló en Long Island, Nueva York, junto a su prometida Laurie Durning. A mediados de 2004, la productora Miramax anunció que se iba a estrenar un musical de The Wall en Broadway con la participación de Waters en la creación artística. Se informó que el musical iba a incluir no solo las pistas de The Wall, sino también canciones de Dark Side of the Moon, Wish You Were Here y otros discos de Pink Floyd, además de material nuevo. El 1 de mayo de 2004, en las celebraciones con motivo de la entrada de Malta en la Unión Europea, sonaron partes de la ópera Ça Ira incluyendo su obertura. Gert Hof se encargó de mezclar los pasajes de la ópera en una sola pieza musical que sonó como acompañamiento de un gran despliegue de luminotecnia y fuegos artificiales sobre el Gran Puerto de La Valeta. En julio de 2004, Waters lanzó dos nuevas canciones a través de internet: «To Kill the Child», inspirada en la Invasión de Irak de 2003 y «Leaving Beirut», inspirada en sus viajes al Oriente Medio de su adolescencia. Las letras de «Leaving Beirut» contienen fuertes ataques al expresidente de Estados Unidos George W. Bush y al primer ministro británico Tony Blair. Después del terremoto del océano Índico de 2004 y el subsiguiente desastre en forma de tsunami, Waters tocó «Wish You Were Here» junto a Eric Clapton durante un concierto benéfico de la cadena televisiva NBC.

### 2005-actualidad
En julio de 2005, Waters se reunió con Mason, Wright y Gilmour para lo que supondría su última actuación juntos en el concierto benéfico Live 8 de 2005 en el Hyde Park de Londres. Esta ha sido la única reunión de Pink Floyd con Waters desde su último concierto de promoción de The Wall en Earls Court, Londres, 24 años antes. Tocaron seis canciones en una actuación de 23 minutos, incluyendo «Speak to Me/Breathe»/«Breathe (Reprise)», «Money», «Wish You Were Here» y «Comfortably Numb». Waters comentó a Associated Press que a pesar de que la experiencia de volver a tocar con Pink Floyd de nuevo fue positiva, las posibilidades de una auténtica reunión serían escasas considerando las diferencias musicales e ideológicas entre Gilmour y él. A pesar de que Waters tuvo diferencias de opinión sobre las canciones que se debían tocar, «acordó ceder por esa sola noche». Gilmour le dijo a Associated Press: 

Los ensayos me convencieron de que no era algo que quisiese hacer durante mucho tiempo. Ha habido todo tipo de despedidas en las vidas y carreras de la gente que después han sido revocados, pero yo puedo afirmar categóricamente que no habrá otra gira u otro álbum en el que yo participe. No tiene nada que ver con rencores ni nada así. Solo es que... He estado ahí, ya lo he hecho.

 En noviembre de 2005 Pink Floyd pasó a ocupar un puesto en el Salón de la Fama del Reino Unido en una ceremonia donde Pete Townshend de The Who hizo de anfitrión.
En septiembre de 2005, Waters lanzó Ça Ira, (en francés «todo irá bien»; Waters añadió el subtítulo, «hay esperanza»), una ópera en tres actos traducida al inglés del libreto de Étienne Roda-Gil que tiene como temática la Revolución francesa. Ça Ira se lanzó como doble álbum en CD, con las interpretaciones del barítono Bryn Terfel, la soprano Ying Huang y el tenor Paul Groves. Ubicada a principios de la Revolución francesa, el libreto original es obra de Roda-Gil y su esposa Nadine Delahaye. Waters comenzó a reescribir el libreto en inglés en 1989, y dijo sobre la composición:

Siempre he sido un gran seguidor de la música coral de Beethoven, Berlioz y Borodin... Este es descaradamente romántico y reside en la tradición de principios del siglo XIX, porque ahí es donde están mis gustos por la música clásica y coral.

Waters apareció en televisión para hablar de la ópera, pero muchas de las entrevistas acababan enfocándose en su relación con Pink Floyd, algo que Waters «evitaba discretamente», cosa que el biógrafo de Pink Floyd Mark Blake dice que es «una prueba de su apacible edad madura o es gracias a sus veinte años de psicoterapia». Ça Ira llegó al puesto número cinco de la lista Billboard Classical Music Chart en Estados Unidos.
En junio de 2006, Waters se embarcó en la gira The Dark Side of the Moon Live, que duró dos años comenzando en Europa y siguiendo por Estados Unidos. La primera mitad de los conciertos era una mezcla de canciones de Pink Floyd y de su época en solitario, mientras que en la segunda parte tocada el disco de 1973 The Dark Side of the Moon al completo, la primera vez en más de tres décadas que Waters tocaba el disco completo. Los conciertos acababan con un bis de cinco canciones de The Wall. En la gira utilizó luminotecnia completa diseñada por Marc Brickman con rayos láser, máquinas de humo, llamaradas, proyecciones psicodélicas e inflables de varios tipos, además de un sonido cuadrafónico de 360 grados. En algunos de los conciertos de 2006 Nick Mason se unió a Waters para el set de The Dark Side of the Moon y los bises. Waters continuó la gira en 2007 por Australia y Nueva Zelanda, para seguir por Asia, Europa, Sudamérica y Estados Unidos nuevamente en junio.
En los ensayos previos a la gira, Waters convocó al guitarrista británico Andy Latimer de Camel, pero finalmente no llegaron a ningún acuerdo.
En julio de 2007, tocó desde Nueva York en el concierto Live Earth, que se llevó a cabo de forma simultánea en varias ciudades del mundo para concienciar a la gente sobre el cambio climático y sus consecuencias. En su actuación contó con la ayuda del coro infantil Trenton Youth Choir y desplegó su cerdo inflable. Waters contó a David Fricke por qué piensa que The Wall sigue siendo relevante hoy en día:

La pérdida de un padre es el puntal del que se sujeta The Wall. Los años pasan e hijos siguen perdiendo a sus padres, sin motivo. Lo puedes ver hoy en día con todos esos padres, hombres verdaderos y buenos, que pierden sus vidas y miembros en Irak por ninguna razón. He tocado «Bring The Boys Back Home» en los bises de mis últimas giras. Parece más relevante y dolorosos cantar esa canción ahora que en 1979.

En 2007, Waters se convirtió en portavoz de Millennium Promise, una organización no gubernamental que ayuda a luchar contra la pobreza extrema y la malaria, para lo cual también escribió un artículo de opinión para CNN. En marzo de 2007, la canción de Waters, «Hello (I Love You)» apareció en la película de ciencia ficción The Last Mimzy. La canción suena como fondo de los créditos finales. Después lo lanzó como sencillo descargable y describió el tema como «una canción que captura la temática de la película; la colisión entre los mejores y peores instintos del ser humano, y cómo la inocencia de un niño puede ganar en última instancia».
En marzo de 2008 Roger Waters se reunió con el músico argentino Gustavo Cerati en Nueva York para colaborar en un tema a beneficio de la Fundación Alas. La sesión se llevó a cabo en el estudio Looking Glass, perteneciente al reconocido compositor minimalista Philip Glass. Hasta el día de hoy, el destino de aquella grabación sigue sin revelarse.
Waters actuó en el festival californiano de Coachella en abril de 2008 y debía de encabezar junto a otros artistas el concierto Live Earth 2008 en Bombay, India, en diciembre de 2008. Este concierto se canceló debido a los ataques terroristas de Bombay de ese mismo año. Waters ha hablado con dureza sobre la política de Oriente Medio y en junio de 2009 se mostró en contra de la barrera israelí de Cisjordania, diciendo que es una «obscenidad» que «debería de echarse abajo». En diciembre de 2009, dio su apoyo a la marcha para la libertad de Gaza.

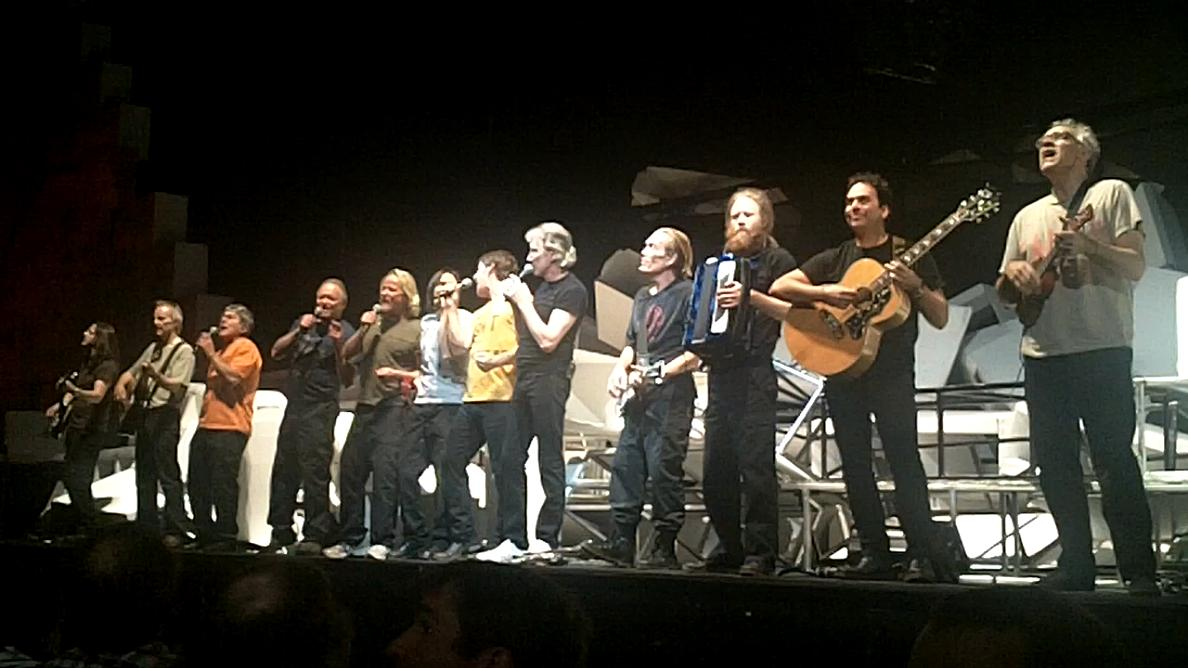
La banda de directo de Roger Waters en una actuación en Kansas en 2010.

Waters confirmó la posibilidad de lanzar un nuevo disco en solitario que «podría llamarse» Heartland y ha dicho que tiene numerosas canciones compuestas (algunas ya grabadas) que pretende lanzar en forma de álbum. En junio de 2010, lanzó una versión de «We Shall Overcome», una canción protesta derivada de un estribillo de un himno de góspel de Charles Albert Tindley de 1901. Waters actuó junto a David Gilmour en el Hoping Foundation Benefit Evening en julio de 2010, donde tocaron cuatro canciones: «To Know Him Is to Love Him» (canción que tocaban en las pruebas de sonido de la primera época de Pink Floyd), «Wish You Were Here», «Comfortably Numb» y «Another Brick in the Wall (Part Two)».
En septiembre de 2010, Waters comenzó la gira The Wall Live, en la que interpreta de forma íntegra el disco The Wall. Según el crítico de Daily Mail Cole Moreton, «esta gira es uno de los espectáculos de rock más ambiciosos y complejos jamás realizada». Se estima que la gira costó unos 37 millones de libras esterlinas para dar comienzo.
En 2011, Waters se presentó en el estadio O2 Arena con un concierto de The Wall en Londres, principalmente para celebrar el 32 aniversario del álbum y el 30 aniversario del último concierto de la gira de 1980-1981, donde apararecieron por sorpresa David Gilmour –en «Comfortably Numb» y en «Outside The Wall»– y Nick Mason –en la misma canción–. Al terminar «Outside The Wall», Roger se colocó en medio de Gilmour y Mason diciendo: «Hace 30 años, cuando hicimos David, Nick y yo por primera vez, junto con Rick, yo era una persona arrogante, gruñón, desafectada por el mundo del rock, como David lo puede decir aquí. Pero todo eso cambió, no puedo estar más feliz de estar con estos 2 tipos y con los otros, gracias, han sido un público fascinante» saliendo del escenario con abrazado a David. Waters le dijo a Associated Press que The Wall Tour seguramente será su última gira, diciendo: «No soy tan joven como antes. No soy como B.B. King o Muddy Waters. No soy un gran vocalista ni un gran instrumentista ni nada, pero aún tengo fuego en las tripas y tengo cosas que decir. Tengo el canto del cisne dentro y creo que esto se acaba». En marzo de 2012 Roger Waters realizó nueve actuaciones seguidas en el estadio de River Plate, en la ciudad de Buenos Aires, Argentina, con una venta total de 400 000 entradas, convirtiéndose en su momento el espectáculo de rock más visto en una sola ciudad superando el récord que tenían los cinco recitales que habían dado Rolling Stones en la misma ciudad, hasta ser superados por Coldplay en 2022 con diez recitales en la misma gira.
En julio de 2013 inició una nueva fase de su gira por Europa. Tras terminar la gira de The Wall, Roger trabajó con Sean Evans para hacer un documental de la gira, el documental se llamó: Roger Waters: The Wall, el cual se presentó en un festival en 2014 y se estrenó mundialmente en cines el 29 de septiembre de 2015.
Tras finalizar la gira de The Wall, Waters anunció que estaba trabajando en un álbum nuevo. Waters no participó de The Endless River, el álbum de Pink Floyd lanzado a fines de 2014. En esta oportunidad declaró que no participaba en el álbum, además de dejar claro que el álbum era de Gilmour, el fallecido Rick Wright y Nick Mason. También dejó claro que Pink Floyd para él son historia pasada, declarando que hacía mucho tiempo que no se sentía parte de Pink Floyd.
A fines de 2015, el legendario bajista anunció la publicación de un nuevo álbum en el año 2016. Este sería el cuarto disco de estudio de Waters, quien no lanzaba material de larga duración con canciones nuevas desde 1992. El disco sería conceptual y trataría de la charla de un abuelo y su nieto sobre los males que pesan sobre el mundo.
En 2016 se organiza una gira con el nombre de Us + Them Tour con la que Waters visita varios países, entre ellos México. En el concierto de la Ciudad de México el músico incluyó como parte del espectáculo diversas frases que se vieron reflejadas en la pantalla principal, como por ejemplo: «¡Trump, eres un pendejo!», «Obama es un fraude» y «no necesitamos un muro». Otro de los eventos sobresalientes durante el concierto fue el típico cerdo aerostático que se lanzó con varias frases escritas en él, como: «Fue el Estado», «Vivos se los llevaron, vivos los queremos» junto con un número «43» en medio de la cara del cerdo (haciendo alusión a los 43 desaparecidos de Ayotzinapa). Por último, el artista dio un monólogo que no solamente iba dirigido a la audiencia, sino que en específico al presidente mexicano Enrique Peña Nieto:

Existe otro muro, el de los privilegios que dividen a los ricos de los pobres... la vez anterior que estuve aquí, conocí a algunas familias de los jóvenes desaparecidos. Sus lágrimas se hicieron las mías, pero las lágrimas no traen de vuelta a sus hijos... Señor Presidente, más de 28 000 hombres, mujeres, niñas y niños han desaparecido, muchos de ellos durante su mandato desde 2012. ¿Dónde están? ¿Qué les pasó?... Recuerden que toda vida humana es sagrada, no solo la de sus amigos. Señor presidente, la gente está lista para un nuevo comienzo. Es hora de derribar el muro de privilegios que dividen a los ricos de los pobres. Sus políticas han fallado. La guerra no es la solución... Señor Presidente escuche a su gente, los ojos del mundo lo está viendo.

Al terminar su monólogo, empezaron las canciones «Vera» y «Bring the Boys Back Home» del Álbum The Wall.
El 21 de mayo del 2017, Roger volvería a dar un concierto en Estados Unidos, esta vez tocando nuevas canciones que fueron: «When we Were Young», «Déjà Vu», «The Last Refugee», «Picture That» y «Smell the Roses» de un nuevo disco que estaba trabajando.
El 25 de abril de 2017, Roger Waters anunció el lanzamiento de su nuevo disco, Is This the Life We Really Want?, que salió a la venta el día 2 de junio del mismo año y que fue su primer álbum en 25 años.
El 17 de julio de 2019, Roger Waters anuncia vía Twitter la proyección de su película Roger Waters Us + Them, película producida por Sean Evans y Roger Waters. Filmado en Ámsterdam en el tramo europeo de su gira Us + Them Tour 2017 - 2018, en la que Waters se presentó ante más de dos millones de personas en todo el mundo, la película presenta canciones de sus álbumes legendarios de Pink Floyd (The Dark Side of the Moon, The Wall, Animals, Wish You Were Here) y de su último álbum, Is This The Life We Really Want?

## Equipamiento e instrumentos
El instrumento predominantemente utilizado por Waters en Pink Floyd fue el bajo eléctrico. Utilizó por un corto espacio de tiempo un bajo Höfner que reemplazó por un Rickenbacker RM-1999/4001S, hasta 1970, cuando decidió cambiarse a los bajos Fender Precision Bass. Su P-Bass negro pudo verse por primera vez en un concierto en Hyde Park, Londres, en julio de 1970. No obstante casi no volvió a utilizarlo hasta abril de 1972, momento en que se convirtió en su bajo principal. En octubre de 2010 la compañía Fender utilizó ese mismo instrumento como base de su modelo Roger Waters Precision Bass de la serie Fender Artist Signature. Waters, también promociona las cuerdas de entorchado plano (planas) de RotoSound Jazz Bass 77. A lo largo de su carrera ha utilizado amplificadores Selmer, WEM, Hiwatt y Ashdown. También ha usado efectos como delay, trémolo, chorus, panning y phaser en su música. Asimismo utiliza pickups EMG.
Waters también experimentó con sintetizadores EMS Synthi A y VCS 3 durante su estadía en Pink Floyd en canciones como «On the Run», «Welcome to the Machine», y «In the Flesh?» Tocó guitarra eléctrica y acústica en varias canciones de la banda usando guitarras Fender, Martin, Ovation y Washburn. Tocó la guitarra eléctrica en «Sheep», del disco Animals, y guitarra acústica en varios temas, como «Pigs on the Wing 1 & 2», también de Animals, «Southampton Dock» de The Final Cut, y «Mother» de The Wall. En la canción «One Of These Days» utilizó un efecto de eco Binson Echorec 2.

## Activista por la paz
Entre sus actividades se presenta como promotor de la paz y defensor de los derechos humanos, por ejemplo participó en la identificación de soldados muertos en la Guerra de Malvinas. 

## Controversias
A lo largo de los años, Waters se ha convertido en un firme activista de movimientos de boicot al Estado de Israel.
Entre sus acciones y manifestaciones se encuentran las siguientes:
- En relación con Tel Aviv recibiendo las finales del concurso de Eurovision, manifestó: "Eurovision me recuerda a (la película) Los usurpadores de cuerpos, porque parece haber sido invadido. Creo que eran alienígenas, aunque esto es un insulto para los alienígenas”.[131]
- En relación con la presentación de Madonna en Israel declaró "algunos de mis colegas músicos que han tocado hace poco en Israel dicen que lo hacen para construir puentes y profundizar la causa de la paz. Pura mierda. Tocar en Israel es muy lucrativo, pero sirve para normalizar la ocupación, el apartheid, la limpieza étnica, la encarcelación de niños, la matanza de quienes protestan sin armas".[132]
- En el 2018, Waters proyectó la frase "Resistir el antisemitismo israelí".[133] Dicha frase se refiere a que la palabra "semita" es usada no solo para describir a los israelíes, sino, también para referirse a todas las personas que hablen una lengua semita, incluyendo a los árabes y palestinos, en este caso, el antisemitismo israelí es en contra de palestinos.
- En relación con la Hasbará, manifestó “Lo que pasa con la propaganda, de nuevo, no es difícil volver a Goebbels o la década de 1930. Entiende que la táctica es decir la gran mentira tan a menudo como sea posible una y otra y otra y otra vez. Y la gente lo cree" nuevamente relacionando a Israel con el antisemitismo (en este caso nazi).
- En algunos shows, Waters utilizó inflables de cerdos con la estrella de David entre otros símbolos de, por ejemplo, la petrolera Shell, que eran destruidos por el público al final del show.

Respecto a las acusaciones de antisemitismo Waters replica “Si no respondo, la gente va a terminar creyendo que soy antisemita, y no lo soy. Nada podría estar más lejos de la verdad. Son imágenes representativas de intereses comerciales, nacionales y religiosos, todos los cuales tienen una maléfica influencia en nuestras vidas e impiden que nos tratemos bien unos a otros”.
Tanto el Centro Simon Wiesenthal como la Liga Antidifamación consideraron sus declaraciones y acciones como antisemitas.

## Discografía
Álbumes como solista
- The Pros and Cons of Hitch Hiking (1984)
- Radio K.A.O.S. (1987)
- Amused to Death (1992)
- Is This the Life We Really Want? (2017)

Otros trabajos
- Music from The Body (con Ron Geesin) (1970)
- When the Wind Blows (1986)
- Ça Ira (2005)
- Pros and Cons (The Interviews) (2015)
- Igor Stravinsky's The Soldier's Tale (2018)
- The Lockdown Sessions (2022)
- The Dark Side of the Moon Redux (2023)

## Giras musicales
- The Pros and Cons of Hitch Hiking (1984–1985)
- K.A.O.S. On the Road (1987)
- In the Flesh (1999–2002)
- The Dark Side of the Moon Live (2006–2008)
- The Wall Live (2010–2013)
- Us + Them Tour (2017–2018)
- This Is Not a Drill (2022–2023)